# Turek

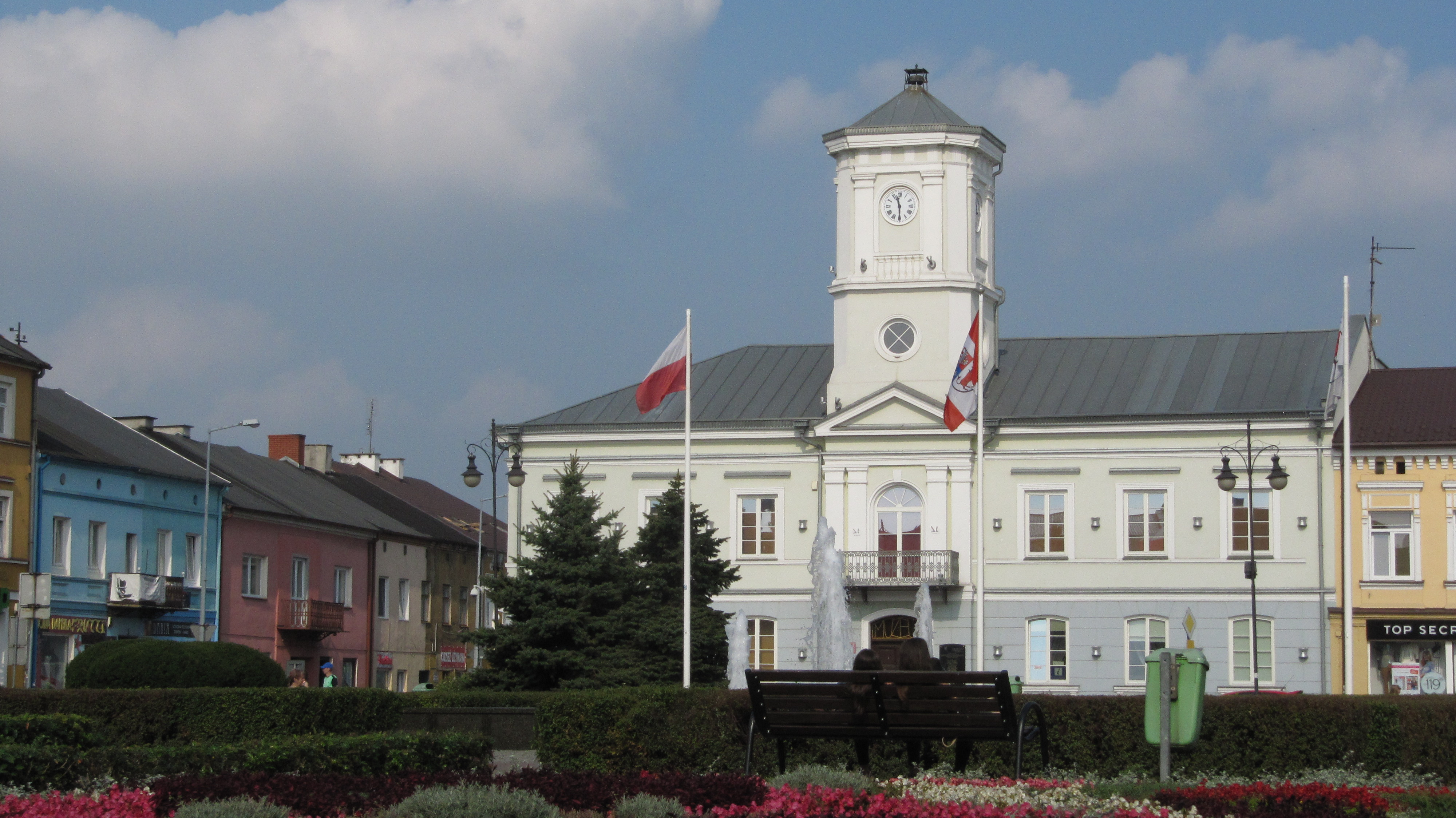
Gamla Rådhuset i Turek.

Turek [ˈturɛk] är en stad i centrala Polen, belägen i Storpolens vojvodskap, mellan de större städerna Konin och Kalisz. Staden hade 26 955 invånare i juni 2019. Sedan 1999 är orten huvudort i det då återinrättade distriktet Powiat turecki. Orten är även säte för den omgivande landskommunen Gmina Turek, men själva orten är administrativt en oberoende stadskommun.

## Historia
Orten ligger i den historiska regionen Storpolen. Den omnämns första gången i ett dokument från år 1136, då den tillhörde ärkebiskopen av Gniezno, och fick stadsrättigheter 1341. Den blev del av Preussen i samband med Polens andra delning. Under Napoleonkrigen var orten från 1807 till 1815 del av den franska lydstaten Storhertigdömet Warszawa och efter Wienkongressen tillföll den det ryska kejsardömet som del av Kongresspolen. 
1867 blev staden huvudort i ett administrativt distrikt. 1936 bodde omkring 3 100 personer i Turek. Staden ockuperades av Wehrmacht vid andra världskrigets utbrott 1939 och införlivades med Nazityskland som del av Reichsgau Wartheland. Efter kriget blev staden del av Folkrepubliken Polen. Den förlorade sin status som säte för powiatet 1975 när indelningen avskaffades men återfick rollen vid den administrativa reformen 1999.